# Jiquilillo
Jiquilillo är en ort och en comarca i kommunen El Viejo, Nicaragua. Den ligger i naturreservatet Estero Padre Ramos vid Stillahavskusten i landets västra del, inklämnd mellan en lång sandstrand mellan havet och estuariet. Comarcan har 665 invånare (2005).

## Aktiviteter
Jiquilillo är en bra plats för att njuta av bad och natur. Med undantag av påskveckan är det en lugn och stillsam ort utan allt för många turister. Havet har fina surfingvåger för både nybörjare och erfarna surfare, men det är sällan trångt på vågorna. I estuariet kan man med hjälp av kayak beskåda Mangroveskogara och det rika fågellivet. Jaquilillo är också känt för sina röda Leguaner.

## Transporter
Det finns reguljära bussförbindelser till och från Chinandega via kommunhuvudorten El Viejo.